# Concilio Lateranense I
Il primo Concilio Lateranense si tenne a Roma, presso la basilica di San Giovanni in Laterano, dal 18 marzo all'11 aprile del 1123. Nono concilio nella storia della Chiesa cattolica, fu il primo a svolgersi in Occidente.

## Storia
Il concilio fu convocato da papa Callisto II nel dicembre del 1122, immediatamente dopo il concordato di Worms, che, in quanto primo accordo siglato tra Papato e Impero, aveva suscitato grande soddisfazione nella Chiesa. Esso aveva posto fine al conferimento arbitrario dei benefici ecclesiastici da parte di laici, ristabilito la libertà nelle nomine episcopali e abbaziali, separato gli affari temporali da quelli spirituali, e ratificato il principio secondo cui l'autorità spirituale proviene unicamente dalla Chiesa; infine, esso aveva tacitamente abolito la pretesa degli imperatori di interferire nelle elezioni papali.
Fu così grande l'emozione suscitata da questo concordato che in molti documenti dell'epoca, l'anno 1122 è citato come l'inizio di una nuova era.
Al fine di avere una solenne conferma del concordato, e in conformità con i desideri dell'arcivescovo di Magonza, papa Callisto II convocò un concilio a cui furono invitati tutti i vescovi e gli arcivescovi dell'Occidente.
Sono relativamente scarse le informazioni su questo concilio (di cui mancano gli atti), a partire dal numero di partecipanti. Secondo Pandolfo, biografo di Callisto II, i partecipanti furono 997. Altre fonti parlano di tremila vescovi e più di seicento abati. Callisto II in persona presiedette i lavori.

## Le decisioni
Entrambi gli originali instrumenta del Concordato di Worms furono letti e ratificati, e furono promulgati 22 o 25 canoni disciplinari, molti dei quali ribadivano precedenti decreti conciliari. Mancando gli atti, le norme sono state trasmesse solo in raccolte di canoni.
Canone 1: Seguendo gli esempi dei santi padri e rinnovando un dovere del nostro ufficio, proibiamo assolutamente, in virtù dell'autorità della sede apostolica, che qualcuno nella chiesa di Dio venga ordinato o promosso per denaro. Se qualcuno avrà comperato in quel modo nella chiesa un'ordinazione o una promozione, sia senz'altro privato della dignità (già can.1 del Sinodo di Tolosa, tenuto nel luglio 1119 sotto la presidenza di Callisto II: condanna della simonia).
Canone 3: le elezioni episcopali siano fatte canonice, secondo i canoni.
(alinea 7): Proibiamo nel modo più assoluto ai presbiteri, diaconi, suddiaconi di vivere con le concubine o con le mogli, e di coabitare con donne diverse da quelle con cui il concilio di Nicea (can. 3) ha permesso di vivere soltanto per ragioni di necessità, cioè: la madre, la sorella, la zia paterna o materna, o altre simili, sulle quali onestamente non possa sorgere alcun sospetto (anche can. 27 e 33 del Concilio di Elvira del 300-313 ma non confermati dal Concilio di Nicea del 325).
Canone 4: il vescovo sia il responsabile della cura delle anime.
(alinea 8): Inoltre, in conformità a quanto disposto dal beatissimo papa Stefano, stabiliamo che i laici, per quanto pii possano essere, non abbiano alcuna facoltà di disporre delle cose ecclesiastiche; ma che, secondo i Canoni degli Apostoli (can. 38, al. 39) la cura di tutti gli affari ecclesiastici sia nelle mani del vescovo e che egli l'amministri come se Dio lo vedesse.
(alinea 9): Quindi se qualcuno dei prìncipi o degli altri laici avrà rivendicato il diritto di disporre dei beni o dei possessi ecclesiastici o di conferirli, sia considerato sacrilego.
Canone 6: nullità delle ordinazioni eseguite dall'eresiarca Burdinus (l'Antipapa Gregorio VIII) dopo la sua condanna.
Canone 8: il vescovo sia il responsabile di ogni negozio ecclesiastico.
Canone 11: salvaguardia delle famiglie e delle proprietà dei crociati.
Canone 14: scomunica dei laici che si appropriano le offerte fatte alla Chiesa, e di quelli che fortificano le chiese come fortezze.
Canone 16: Seguendo le orme dei santi padri, stabiliamo con decreto generale che i monaci siano soggetti in tutta umiltà ai loro vescovi, che ad essi, come maestri e pastori della Chiesa di Dio, prestino debita obbedienza e devota sottomissione in ogni cosa. Siano scomunicati i predoni che assalgono i pellegrini lungo la strada per Roma.
Canone 17: si vieta ad abati e religiosi di amministrare la confessione e l'estrema unzione, visitare gli ammalati, celebrare messe solenni e pubbliche; per farlo essi sono obbligati a ricevere il sacro crisma e i sacri oli dai loro vescovi.
Canone 20: Nelle chiese parrocchiali i presbiteri siano stabiliti dai vescovi e ad essi rispondano della cura delle anime e di ciò che appartiene al vescovo. Non ricevano decime o chiese dai laici senza il consenso e l'approvazione del vescovo, altrimenti incorreranno nelle pene canoniche.
Canone 21: si vieta ai ministri ordinati e ai monaci di sposarsi; i matrimoni di ordinati sono da considerarsi nulli pleno jure, e coloro che li hanno contratti sono obbligati a confessarli come peccati.
Altre norme sancirono il mantenimento della Tregua di Dio, istituita nel 987, la concessione di dispense ai crociati, la canonizzazione di Corrado di Costanza.

## Bibliografia

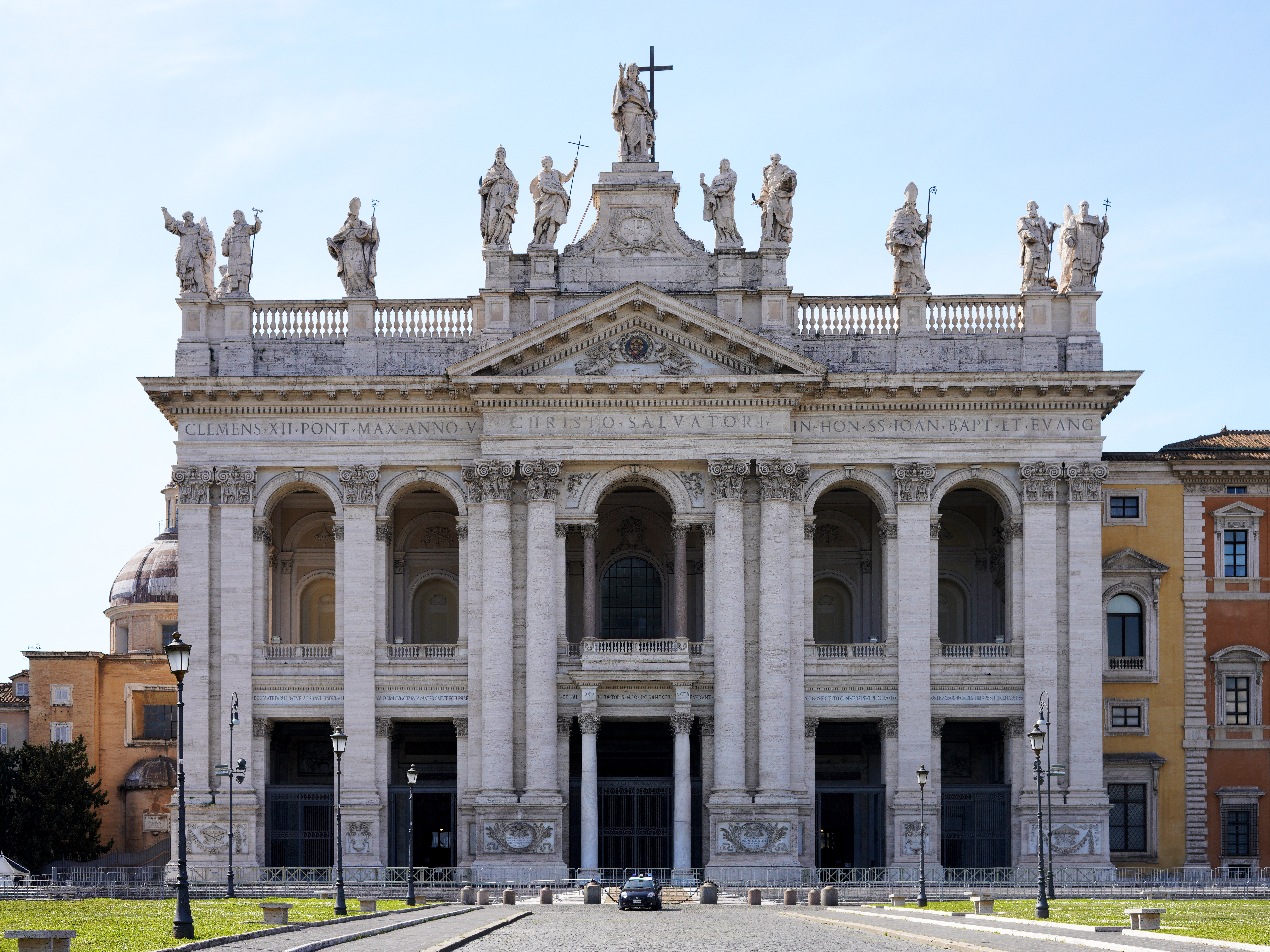
La basilica di San Giovanni in Laterano.